# The Woman Hater (film 1910 Golden)
The Woman Hater  è un cortometraggio muto del 1910 diretto da Joseph A. Golden.
Nel giugno dello stesso anno, era uscito un The Woman Hater prodotto dalla Thanhouser e sceneggiato da Lloyd Lonergan.
A inizio carriera, Stuart Holmes e Pearl White girarono insieme numerosi film. Questa, per la coppia, è la quinta pellicola.

## Produzione
Il film fu prodotto dalla Powers Picture Plays.

## Distribuzione
Distribuito dalla Motion Picture Distributors and Sales Company, il film - un cortometraggio in una bobina - uscì nelle sale cinematografiche USA il 26 novembre 1910.